# Piova (torrente)
Il Piova è un torrente del Piemonte che scorre in provincia di Torino; bagna la Valle Sacra ed è tributario del Torrente Orco.

## Corso del torrente
Nasce a circa 2000 m s.l.m. sulle pendici meridionali della Punta di Verzel; il suo corso ha un andamento dapprima verso sud-est e devia poi dirigendosi decisamente verso sud. 
Dopo avere sfiorato i capoluoghi di Cintano e di Colleretto Castelnuovo passa a fianco del Santuario a cui dà il nome.

Il torrente si infossa progressivamente e a Fucine, poco a valle di Sant'Anna Boschi (frazione di Castellamonte), viene sbarrato da una diga che forma un piccolo invaso, a valle del quale il Piova prosegue il suo corso creando una profonda gola.

Esce poi sul solco principale della Valle dell'Orco e va a confluire in questo torrente in corrispondenza del confine comunale tra Cuorgnè e Castellamonte, a 370 m di quota.

## Principali affluenti
- in sinistra idrografica:

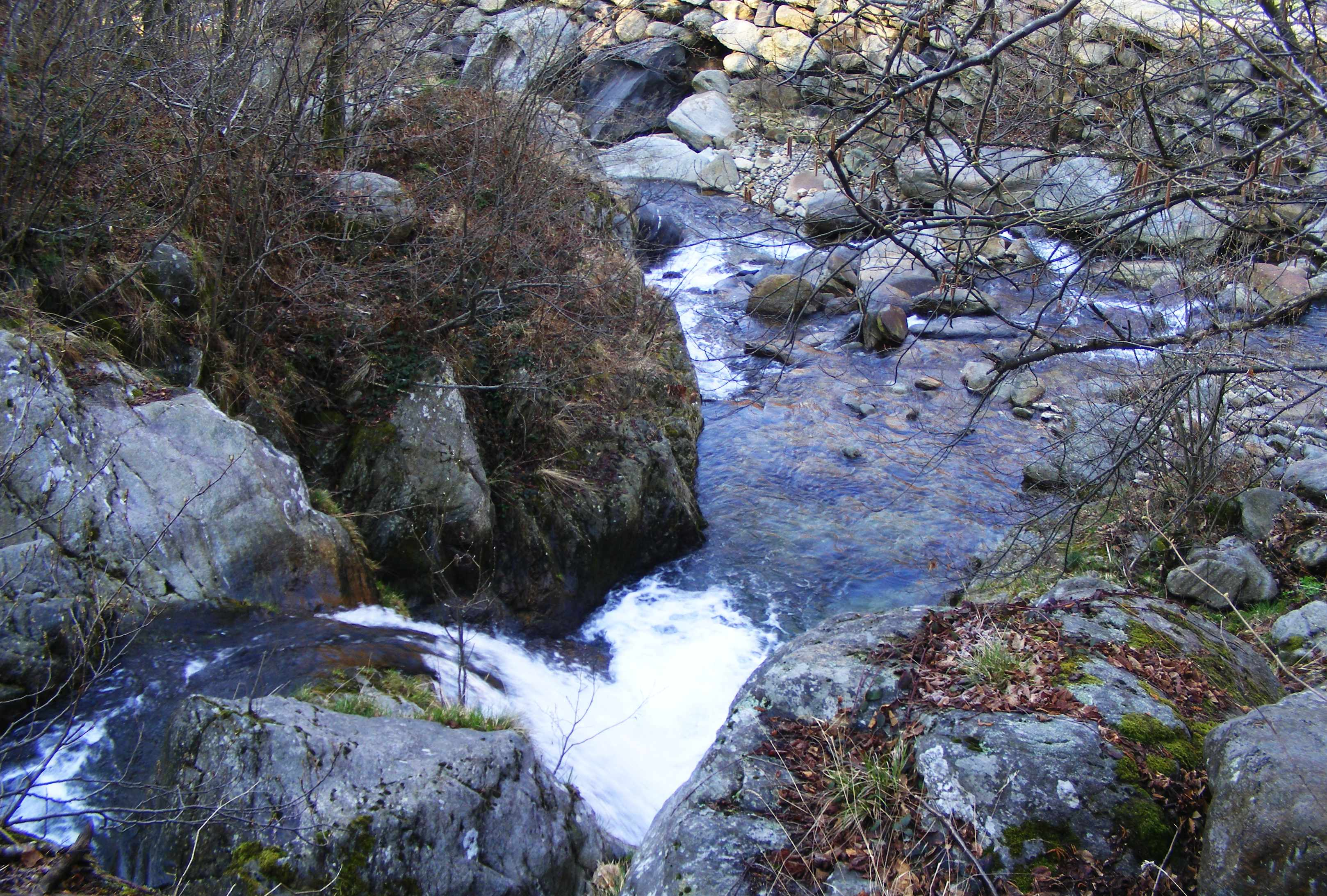
La confluenza del Rio Vernetto

  - Rio Vernetto: nasce poco ad est della Punta di Verzel e va a confluire nel Piova a quota 950 m, a valle della frazione Cicolelio (Castelnuovo Nigra).
- in destra idrografica:
  - Rio Rondonero: scende dal versante sud-orientale della Quinzeina e si getta nel Piova a 700 m di quota, a sud della Cappella del Malpasso;
  - Torrente Toa: raccoglie le acque del versante meridionale della Punta Quinseina; dopo avere lambito il centro Borgiallo va a confluire nel Piova in corrispondenza del piccolo invaso di Fucine.[4]

## Regime
Il Piova è un torrente che, nonostante la limitatezza del proprio bacino, si presenta spesso ricco d'acqua a causa delle abbondanti precipitazioni che caratterizzano la zona.

## Utilizzi
Il modesto invaso presso Sant'Anna Boschi alimenta la piccola centrale idroelettrica di Piova-Castellamonte. 
Tra gli appassionati di canoa e kayak la discesa delle gole del Piova a valle della diga stessa è nota come un percorso decisamente impegnativo.

## Note

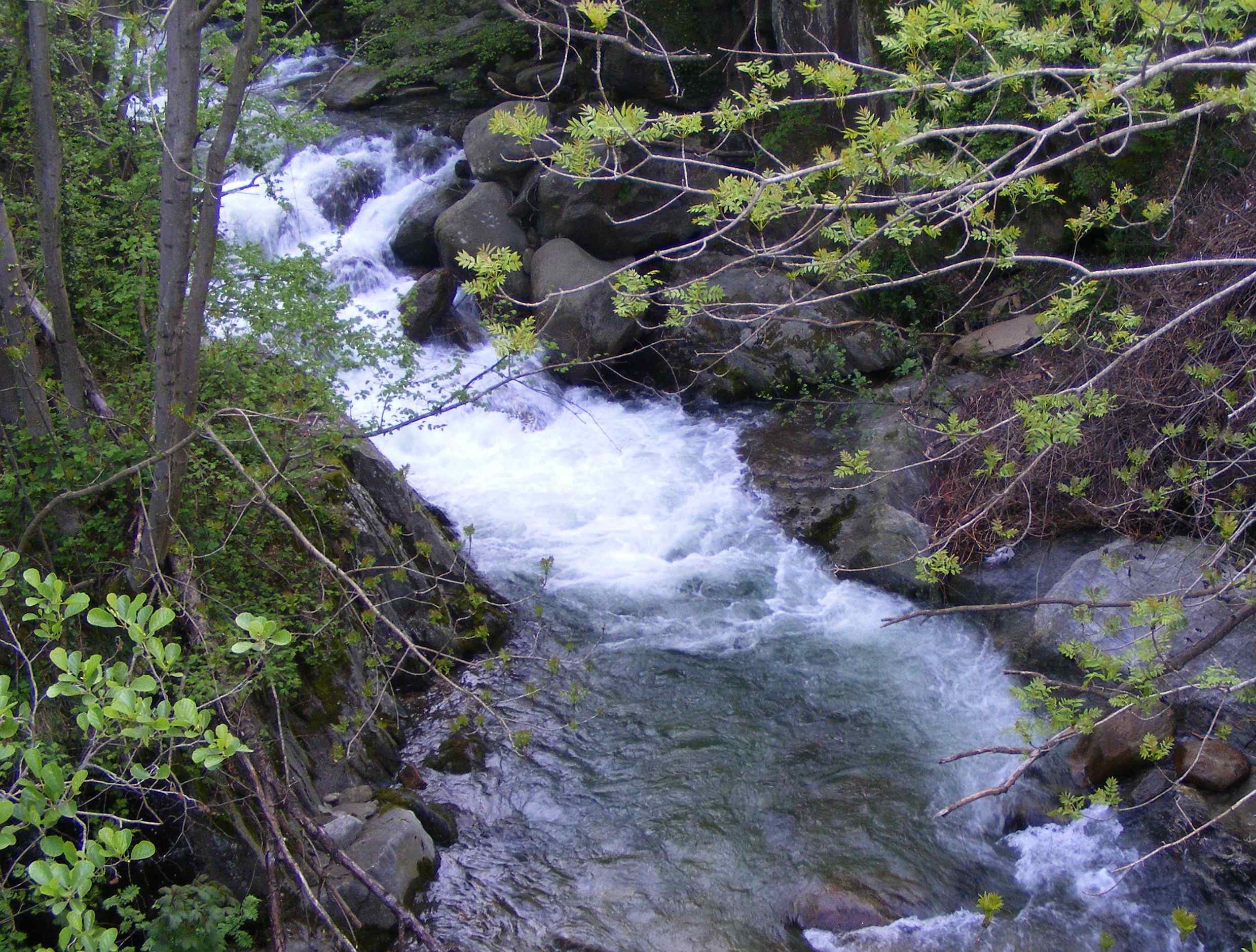
Il torrente dal ponte tra Colleretto Castelnuovo e Cintano